# Album al numero uno della classifica FIMI nel 2023
La presente lista elenca gli album che hanno raggiunto la prima posizione nella classifica settimanale italiana Album, stilata durante il 2023 dalla Federazione Industria Musicale Italiana, in collaborazione con la GfK Retail and Technology Italia.

## Classifica
| Settimana    | Settimana    | Album                          | Artista              | Settimane consecutive | Settimane totali | Fonte  |
| Inizio       | Fine         | Album                          | Artista              | Settimane consecutive | Settimane totali | Fonte  |
| ------------ | ------------ | ------------------------------ | -------------------- | --------------------- | ---------------- | ------ |
| 30 dicembre  | 5 gennaio    | Milano Demons                  | Shiva                | 1                     | 2                | [ 1 ]  |
| 6 gennaio    | 12 gennaio   | Il coraggio dei bambini        | Geolier              | 1                     | 6                | [ 2 ]  |
| 13 gennaio   | 19 gennaio   | Madreperla                     | Guè                  | 1                     | 2                | [ 3 ]  |
| 20 gennaio   | 26 gennaio   | Rush!                          | Måneskin             | 1                     | 1                | [ 4 ]  |
| 27 gennaio   | 2 febbraio   | Madreperla                     | Guè                  | 1                     | 2                | [ 5 ]  |
| 3 febbraio   | 9 febbraio   | Sirio                          | Lazza                | 2                     | 21               | [ 6 ]  |
| 10 febbraio  | 16 febbraio  | Sirio                          | Lazza                | 2                     | 21               | [ 7 ]  |
| 17 febbraio  | 23 febbraio  | Alba                           | Ultimo               | 3                     | 3                | [ 8 ]  |
| 24 febbraio  | 2 marzo      | Alba                           | Ultimo               | 3                     | 3                | [ 9 ]  |
| 3 marzo      | 9 marzo      | Alba                           | Ultimo               | 3                     | 3                | [ 10 ] |
| 10 marzo     | 16 marzo     | Sirio                          | Lazza                | 1                     | 21               | [ 11 ] |
| 17 marzo     | 23 marzo     | Songs of Surrender             | U2                   | 1                     | 1                | [ 12 ] |
| 24 marzo     | 30 marzo     | Memento mori                   | Depeche Mode         | 1                     | 1                | [ 13 ] |
| 31 marzo     | 6 aprile     | L'amore                        | Madame               | 1                     | 1                | [ 14 ] |
| 7 aprile     | 13 aprile    | Il coraggio dei bambini        | Geolier              | 1                     | 6                | [ 15 ] |
| 14 aprile    | 20 aprile    | Innamorato                     | Blanco               | 1                     | 1                | [ 16 ] |
| 21 aprile    | 27 aprile    | Il coraggio dei bambini        | Geolier              | 4                     | 6                | [ 17 ] |
| 28 aprile    | 4 maggio     | Il coraggio dei bambini        | Geolier              | 4                     | 6                | [ 18 ] |
| 5 maggio     | 11 maggio    | Il coraggio dei bambini        | Geolier              | 4                     | 6                | [ 19 ] |
| 12 maggio    | 18 maggio    | Il coraggio dei bambini        | Geolier              | 4                     | 6                | [ 20 ] |
| 19 maggio    | 25 maggio    | Effetto notte                  | Emis Killa           | 1                     | 1                | [ 21 ] |
| 26 maggio    | 1 giugno     | Materia (Prisma)               | Marco Mengoni        | 1                     | 1                | [ 22 ] |
| 2 giugno     | 8 giugno     | La Divina Commedia             | Tedua                | 8                     | 13               | [ 23 ] |
| 9 giugno     | 15 giugno    | La Divina Commedia             | Tedua                | 8                     | 13               | [ 24 ] |
| 16 giugno    | 22 giugno    | La Divina Commedia             | Tedua                | 8                     | 13               | [ 25 ] |
| 23 giugno    | 29 giugno    | La Divina Commedia             | Tedua                | 8                     | 13               | [ 26 ] |
| 30 giugno    | 6 luglio     | La Divina Commedia             | Tedua                | 8                     | 13               | [ 27 ] |
| 7 luglio     | 13 luglio    | La Divina Commedia             | Tedua                | 8                     | 13               | [ 28 ] |
| 14 luglio    | 20 luglio    | La Divina Commedia             | Tedua                | 8                     | 13               | [ 29 ] |
| 21 luglio    | 27 luglio    | La Divina Commedia             | Tedua                | 8                     | 13               | [ 30 ] |
| 28 luglio    | 3 agosto     | Utopia                         | Travis Scott         | 2                     | 2                | [ 31 ] |
| 4 agosto     | 10 agosto    | Utopia                         | Travis Scott         | 2                     | 2                | [ 32 ] |
| 11 agosto    | 17 agosto    | La Divina Commedia             | Tedua                | 4                     | 13               | [ 33 ] |
| 18 agosto    | 24 agosto    | La Divina Commedia             | Tedua                | 4                     | 13               | [ 34 ] |
| 25 agosto    | 31 agosto    | La Divina Commedia             | Tedua                | 4                     | 13               | [ 35 ] |
| 1 settembre  | 7 settembre  | La Divina Commedia             | Tedua                | 4                     | 13               | [ 36 ] |
| 8 settembre  | 14 settembre | Lovebars                       | Coez e Frah Quintale | 1                     | 1                | [ 37 ] |
| 15 settembre | 21 settembre | Invisibili                     | Il Tre               | 1                     | 1                | [ 38 ] |
| 22 settembre | 28 settembre | Dedicato a noi                 | Luciano Ligabue      | 1                     | 1                | [ 39 ] |
| 29 settembre | 5 ottobre    | E poi siamo finiti nel vortice | Annalisa             | 1                     | 1                | [ 40 ] |
| 6 ottobre    | 12 ottobre   | For All the Dogs               | Drake                | 1                     | 1                | [ 41 ] |
| 13 ottobre   | 19 ottobre   | Souvenir                       | Emma                 | 1                     | 1                | [ 42 ] |
| 20 ottobre   | 26 ottobre   | Relax                          | Calcutta             | 1                     | 1                | [ 43 ] |
| 27 ottobre   | 2 novembre   | 1989 (Taylor's Version)        | Taylor Swift         | 1                     | 1                | [ 44 ] |
| 3 novembre   | 9 novembre   | Cult                           | Salmo e Noyz Narcos  | 2                     | 2                | [ 45 ] |
| 10 novembre  | 16 novembre  | Cult                           | Salmo e Noyz Narcos  | 2                     | 2                | [ 46 ] |
| 17 novembre  | 23 novembre  | X2VR                           | Sfera Ebbasta        | 2                     | 6                | [ 47 ] |
| 24 novembre  | 30 novembre  | X2VR                           | Sfera Ebbasta        | 2                     | 6                | [ 48 ] |
| 1 dicembre   | 7 dicembre   | Le cose cambiano               | Massimo Pericolo     | 1                     | 1                | [ 49 ] |
| 8 dicembre   | 14 dicembre  | X2VR                           | Sfera Ebbasta        | 1                     | 6                | [ 50 ] |
| 15 dicembre  | 21 dicembre  | QVC 10                         | Gemitaiz             | 1                     | 1                | [ 51 ] |
| 22 dicembre  | 28 dicembre  | X2VR                           | Sfera Ebbasta        | 1                     | 6                | [ 52 ] |

Note:
1. 1 2 3  Ha raggiunto il numero uno anche nel 2022.
2. 1 2  Ha raggiunto il numero uno anche nel 2024.
3. 1 2 3  Ha raggiunto il numero uno anche nel 2024.

L'album più venduto del 2023 è risultato Il coraggio dei bambini di Geolier, mentre quello con la maggior permanenza in prima posizione è stato La Divina Commedia di Tedua (al primo posto per 12 settimane, di cui 8 consecutive).